# Pataczara
Pataczara (VI wiek p.n.e.) – jedna z najwcześniejszych uczennic i wyznawczyń Buddy.

## Życiorys
Urodziła się w mieście Sawatthi w rodzinie bankiera i kupca. Kiedy była młodą kobietą rodzice zaaranżowali jej małżeństwo z młodym mężczyzną równego jej pochodzenia. Jednak ona była zakochana w jednym ze służących rodziny i wbrew życzeniom rodziców uciekła z nim do domu w odległym miejscu. Po jakimś czasie zaszła w ciążę więc postanowiła wrócić do domu, aby mieć opiekę, ale jej mąż się sprzeciwił. Gdy go nie było w domu wyruszyła do Sawatthi, jednak mąż odszukał ją w połowie drogi do rodzinnego miasta. Urodziła wtedy swoje pierwsze dziecko. Za jakiś czas sytuacja powtórzyła się, będąc brzemienną udała się do rodziców, ale mąż znowu ją znalazł na drodze. W czasie porodu zerwała się burza i mąż zaczął zbierać trawę i kije, aby zbudować chatkę, jednak został ukąszony przez jadowitego węża i zmarł. Pataczara ochraniała oboje dzieci przed burzą, a rankiem zobaczyła zmarłego męża.
Wyruszyła w drogę do Sawatthi i dotarła do rozlanej po burzy rzeki. Była zbyt słaba aby przenieść oboje dzieci, więc najpierw postanowiła wziąć noworodka. Gdy była w połowie drogi jastrząb porwał nowo narodzone dziecko. Pataczara zaczęła krzyczeć z rozpaczy; jej starsze dziecko myślało, że matka woła na niego, więc weszło do rzeki i utonęło. Zrozpaczona Pataczara podjęła podróż do domu rodzinnego.
Na obrzeżu miasta spotkała człowieka, którego spytała o swoją rodzinę. Dowiedziała się, że jej dom rodzinny zawalił się i jej rodzice zginęli razem z ich synem. Pataczara oszalała z rozpaczy. Jej ubranie było w strzępach, ludzie rzucali w nią patykami i śmieciami.
Pewnego dnia dotarła do lasku Dżeta (Dżetawana), w którym nauczał Budda. Zebrani ludzie odganiali ją, ale Budda poszedł za nią. Powiedział do niej „Siostro, odnajdź swoją przytomność umysłu”. Pataczara odzyskała przytomność, zobaczyła, że jest naga, jakiś człowiek dał jej szatę. Powiedziała do Buddy „Pomóż mi” i opowiedziała swoją historię. Budda powiedział o ścieżce buddysty i Pataczara wstąpiła do zakonu.
Po jakimś czasie osiągnęła oświecenie, co zostało udokumentowane wierszem.
Została nauczycielką i prawdopodobnie przyciągnęła największą liczbę uczennic po Pradźapati Gautami.
Jej znane uczennice to Czanda i Uttama.